# Craig Goodwin
Craig Alexander Goodwin (Adelaide, 19 dicembre 1991) è un calciatore australiano, attaccante dell'Adelaide Utd e della nazionale australiana.

## Carriera

### Club
È cresciuto nelle giovanili dell'Adelaide Raiders.

### Nazionale
Ha esordito con la nazionale australiana il 25 luglio 2013 in un match perso 3-2 contro il Giappone.

## Statistiche

### Cronologia presenze e reti in nazionale
| Cronologia completa delle presenze e delle reti in nazionale ― Australia | Cronologia completa delle presenze e delle reti in nazionale ― Australia | Cronologia completa delle presenze e delle reti in nazionale ― Australia | Cronologia completa delle presenze e delle reti in nazionale ― Australia | Cronologia completa delle presenze e delle reti in nazionale ― Australia | Cronologia completa delle presenze e delle reti in nazionale ― Australia | Cronologia completa delle presenze e delle reti in nazionale ― Australia | Cronologia completa delle presenze e delle reti in nazionale ― Australia |
| Data                                                                     | Città                                                                    | In casa                                                                  | Risultato                                                                | Ospiti                                                                   | Competizione                                                             | Reti                                                                     | Note                                                                     |
| ------------------------------------------------------------------------ | ------------------------------------------------------------------------ | ------------------------------------------------------------------------ | ------------------------------------------------------------------------ | ------------------------------------------------------------------------ | ------------------------------------------------------------------------ | ------------------------------------------------------------------------ | ------------------------------------------------------------------------ |
| 25-7-2013                                                                | Hwaseong                                                                 | Giappone                                                                 | 2 – 1                                                                    | Australia                                                                | Coppa dell'Asia orientale 2015                                           | -                                                                        | 87’                                                                      |
| 28-7-2013                                                                | Seul                                                                     | Australia                                                                | 3 – 4                                                                    | Cina                                                                     | Coppa dell'Asia orientale 2015                                           | -                                                                        |                                                                          |
| 27-5-2016                                                                | Sunderland                                                               | Inghilterra                                                              | 3 – 2                                                                    | Australia                                                                | Amichevole                                                               | -                                                                        | 84’                                                                      |
| 6-6-2019                                                                 | Pusan                                                                    | Corea del Sud                                                            | 1 – 0                                                                    | Australia                                                                | Amichevole                                                               | -                                                                        | 73’                                                                      |
| 10-10-2019                                                               | Canberra                                                                 | Australia                                                                | 5 – 0                                                                    | Nepal                                                                    | Qual. Mondiali 2022                                                      | -                                                                        | 71’                                                                      |
| 27-1-2022                                                                | Melbourne                                                                | Australia                                                                | 4 – 0                                                                    | Vietnam                                                                  | Qual. Mondiali 2022                                                      | 1                                                                        | 66’                                                                      |
| 1-2-2022                                                                 | Mascate                                                                  | Oman                                                                     | 2 – 2                                                                    | Australia                                                                | Qual. Mondiali 2022                                                      | -                                                                        | 73’                                                                      |
| 1-6-2022                                                                 | Al Wakrah                                                                | Australia                                                                | 2 – 1                                                                    | Giordania                                                                | Amichevole                                                               | -                                                                        |                                                                          |
| 7-6-2022                                                                 | Ar Rayyan                                                                | Emirati Arabi Uniti                                                      | 1 – 2                                                                    | Australia                                                                | Qual. Mondiali 2022                                                      | -                                                                        | 72’                                                                      |
| 13-6-2022                                                                | Ar Rayyan                                                                | Australia                                                                | 0 – 0 dts (5 – 4 dtr)                                                    | Perù                                                                     | Qual. Mondiali 2022                                                      | -                                                                        | 119’                                                                     |
| 22-11-2022                                                               | Al Wakrah                                                                | Francia                                                                  | 4 – 1                                                                    | Australia                                                                | Mondiali 2022 - 1º turno                                                 | 1                                                                        | 74’                                                                      |
| 26-11-2022                                                               | Al Wakrah                                                                | Tunisia                                                                  | 0 – 1                                                                    | Australia                                                                | Mondiali 2022 - 1º turno                                                 | -                                                                        | 85’                                                                      |
| 30-11-2022                                                               | Al Wakrah                                                                | Australia                                                                | 1 – 0                                                                    | Danimarca                                                                | Mondiali 2022 - 1º turno                                                 | -                                                                        | 46’                                                                      |
| 3-12-2022                                                                | Al Rayyan                                                                | Argentina                                                                | 2 – 1                                                                    | Australia                                                                | Mondiali 2022 - Ottavi di finale                                         | -                                                                        | 58’                                                                      |
| 24-3-2023                                                                | Sydney                                                                   | Australia                                                                | 3 – 1                                                                    | Ecuador                                                                  | Amichevole                                                               | -                                                                        | 78’                                                                      |
| 28-3-2023                                                                | Melbourne                                                                | Australia                                                                | 1 – 2                                                                    | Ecuador                                                                  | Amichevole                                                               | -                                                                        | 69’                                                                      |
| 13-10-2023                                                               | Londra                                                                   | Inghilterra                                                              | 1 – 0                                                                    | Australia                                                                | Amichevole                                                               | -                                                                        | 73’                                                                      |
| 17-10-2023                                                               | Londra                                                                   | Australia                                                                | 2 – 0                                                                    | Nuova Zelanda                                                            | Amichevole                                                               | -                                                                        | 66’                                                                      |
| 16-11-2023                                                               | Melbourne                                                                | Australia                                                                | 7 – 0                                                                    | Bangladesh                                                               | Qual. Mondiali 2026                                                      | -                                                                        | 46’                                                                      |
| 21-11-2023                                                               | Al Kuwait                                                                | Palestina                                                                | 0 – 1                                                                    | Australia                                                                | Qual. Mondiali 2026                                                      | -                                                                        | 62’                                                                      |
| 6-1-2024                                                                 | Abu Dhabi                                                                | Bahrein                                                                  | 0 – 2                                                                    | Australia                                                                | Amichevole                                                               | -                                                                        | 63’ 64’                                                                  |
| 13-1-2024                                                                | Al Rayyan                                                                | Australia                                                                | 2 – 0                                                                    | India                                                                    | Coppa d'Asia 2023 - 1º turno                                             | -                                                                        | 72’                                                                      |
| 28-1-2024                                                                | Al Rayyan                                                                | Australia                                                                | 4 – 0                                                                    | Indonesia                                                                | Coppa d'Asia 2023 - Ottavi di finale                                     | 1                                                                        | 87’                                                                      |
| 2-2-2024                                                                 | Al Wakrah                                                                | Australia                                                                | 1 – 2 dts                                                                | Corea del Sud                                                            | Coppa d'Asia 2023 - Quarti di finale                                     | 1                                                                        | 73’                                                                      |
| 26-3-2024                                                                | Canberra                                                                 | Libano                                                                   | 0 – 5                                                                    | Australia                                                                | Qual. Mondiali 2026                                                      | 2                                                                        |                                                                          |
| 5-9-2024                                                                 | Gold Coast                                                               | Australia                                                                | 0 – 1                                                                    | Bahrein                                                                  | Qual. Mondiali 2026                                                      | -                                                                        | 72’                                                                      |
| 10-9-2024                                                                | Giacarta                                                                 | Indonesia                                                                | 0 – 0                                                                    | Australia                                                                | Qual. Mondiali 2026                                                      | -                                                                        | 10’ 66’                                                                  |
| 10-10-2024                                                               | Adelaide                                                                 | Australia                                                                | 3 – 1                                                                    | Cina                                                                     | Qual. Mondiali 2026                                                      | 1                                                                        | 90+4’                                                                    |
| 15-10-2024                                                               | Saitama                                                                  | Giappone                                                                 | 1 – 1                                                                    | Australia                                                                | Qual. Mondiali 2026                                                      | -                                                                        | 88’ 89’                                                                  |
| 19-11-2024                                                               | Riffa                                                                    | Bahrein                                                                  | 2 – 2                                                                    | Australia                                                                | Qual. Mondiali 2026                                                      | -                                                                        | 68’                                                                      |
| 20-3-2025                                                                | Sydney                                                                   | Australia                                                                | 5 – 1                                                                    | Indonesia                                                                | Qual. Mondiali 2026                                                      | -                                                                        | 46’                                                                      |
| Totale                                                                   |                                                                          | Presenze                                                                 | 31                                                                       |                                                                          | Reti                                                                     | 7                                                                        |                                                                          |

## Palmarès

### Club

#### Competizioni nazionali
- FFA Cup: 2

Adelaide Utd: 2014, 2018
- Premier's Plate: 1

Adelaide Utd: 2015-2016
- Campionato australiano: 1

Adelaide Utd: 2015-2016

### Individuale
- Capocannoniere della FFA Cup: 1

2018 (5 reti)